# Jaap van Kersbergen

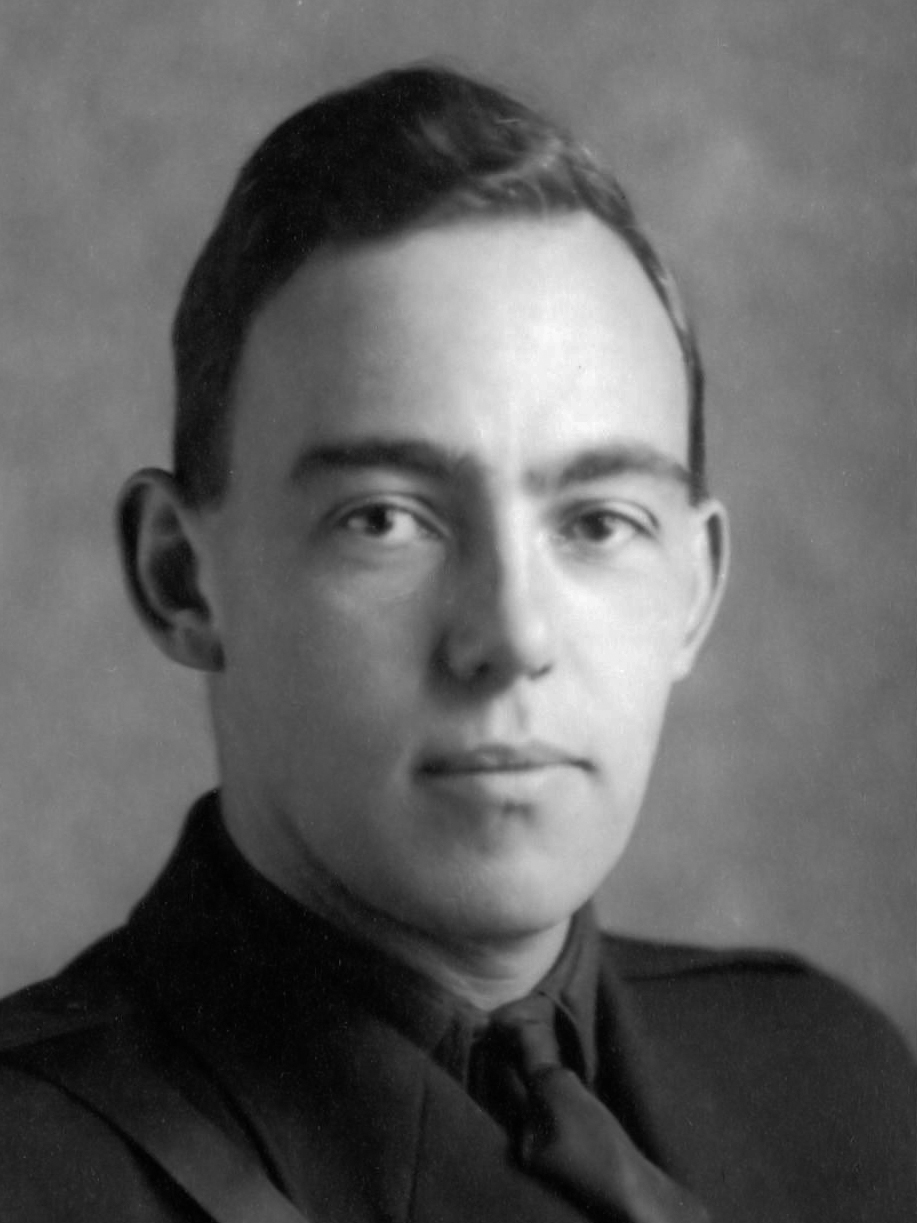
Jaap van Kersbergen

Jacobus Adrianus van Kersbergen (Den Haag, 23 juni 1910 - 1982) was een Nederlands nationaalsocialistisch literator en tekstschrijver. Hij is een exponent van de Groot-Nederlandse stroming binnen het nationaalsocialisme. In 1935 werd hij lid van de N.S.B. (stamboeknummer 46155) en de WA (WA-nummer 1946).
In november 1942 verscheen bij uitgeverij Nenasu zijn dichtbundel Lichtkogels, met een voorwoord van de hand van J.J. van der Hout, hoofd Vorming en Voorlichting van de Weerafdeling WA.
Hij publiceerde onder andere in De Waag, in Volk en Vaderland, het weekblad van de NSB, in Het Nationale Dagblad en in Nieuw Nederland. Zijn gedichten en liedteksten werden gepubliceerd in De Zwarte Soldaat, het (week-)blad van de WA, en in Volk en Vaderland. Op muziek gezet door Piet Heins behoorden zijn liedteksten tot het vaste zangrepertoire van de NSB en de WA.
Jaap van Kersbergen was van mei tot december '41 hoofd van het bureau Dramaturgie van de afdeling Theater en Dans van het Departement van Volksvoorlichting en Kunsten. In december 1941 ging hij over naar de afdeling 'Gesproken Woord' van de genazificeerde Nederlandsche Omroep. Hij heeft tot zijn arrestatie in mei '45 bij de radio gewerkt.
- Gemeinsame Normdatei: 126611076
- International Standard Name Identifier: 0000 0000 1864 4833
- Library of Congress Control Number: no2009182311
- Nederlandse Thesaurus van Auteursnamen: 072302623
- Virtual International Authority File: 28068687
- WorldCat: E39PBJwD6d4dRQJmbDvrM3rDv3

 Portaal: Fascisme en nationaalsocialisme in Nederland · Fascisme · Nationaalsocialisme